# Le Voyage inspiré
Le Voyage inspiré est un roman de Jean-Côme Noguès paru en 1992.

## Résumé
À Grenade en 1492, Christophe Colomb entraîne dans son voyage vers les Indes un jeune garçon mendiant nommé Pedro Alvarez, il l’embarque dans la Santa-Maria. Ce dernier, devenu vieux, raconte son aventure sous sa véritable identité. 
Grenade,1492. Au détour d’une rue, Pedro tombe nez à nez avec un homme étrange. Et pour cause, il s’agit de Christophe Colomb ! Celui-ci lui propose d’embarquer sur la Santa-Maria à la découverte des Indes. Mais la traversée s’annonce mouvementée et si longue que tous se demandent s’ils reverront un jour la terre ferme.

## Éditions
- Hatier, 1992, illustrations de Christine Flament
- Hachette jeunesse, 2002  (ISBN 2-01-322025-1)[3]
- Hachette Jeunesse, 2007, illustrations de Thomas Ehretsmann  (ISBN 978-2-01-322508-3)[4]